# 弘元
弘元（こうげん、宝暦6年（1756年） - 天保13年（1842年））は、江戸時代中期の真言宗僧。但馬満福寺の第50世・第52世(重任)住職。字は義超。俗姓は結城氏。学徳兼備で江戸期における但馬の弘法大師と呼ばれた。池田草庵の老師。

## 来歴

### 満福寺住職として
但馬国城崎郡湯島の素封家・山本旅館の出身。幼くして但馬国の名刹・満福寺に入山。僧名は「弘元」。天明元年（1781年）、24歳の時、高野山塔頭にて勉学修行を行い寛政7年3月26日（1795年5月14日）、中流院の伝授を受ける。満福寺の第50世を継ぐも求道のため、弘仁上人に代を譲る。石和庄亀岡山松尾寺を道場として、阿闍梨律師・等空ら受者21人に中流院を伝授する。弘仁上人が文化2年（1805年）に早逝したため、満福寺第52世として再び住職になる。『史記評林』25冊を購入し子弟に講義を行った。

### 高野山の西塔再建に尽力
これより先、寛永7年（1630年）高野山の大塔が落雷により出火。金堂、御影堂、西塔等がみな灰燼と化す事故があり大塔、金堂はほどなく再建されたが、西塔は「塔基焦土に埋り仮堂も又朽損す」という有様であった。そのため、寛政6年（1794年）、高野山 正智院の第37世・英寂が西塔再建の本願主となり、自己資金1000両を基金として提供したが果たせず志を継いだ、正智院 第38世・覚道が西塔再建を幕府に願い出て公許を得ることが出来た。弘元上人は、この再建に取り組み東奔西走し尽力。正智院覚道より以後、満福寺は本山へ結衆の推薦を経ず「上人」号を名乗ることの出来る「永代上人」号を賜った。しかし、覚道の代には再建することが出来ず老齢のため退任。第39世・乗如がこの再建事業を引継ぎ、苦心惨憺20余年、天保5年（1834年）に完成を見た。

### 晩年
弘元上人は、代を経て高野山 学侶筆頭 正智院乗如の再建事業にも尽力を続け、文政3年9月21日（1820年10月27日）、65歳の時、満福寺は真言道場として高野山と同格であるとして、本山より「御遺告」の伝授を賜った。晩年は別名として「弘憲」とも名乗っている。天保13年（1842年）遷化。年87歳。墓は満福寺歴代住職塋域にあり。

## 養父神社別当寺住職
江戸時代は神仏習合であったため、養父神社の別当寺である普賢寺の第12世住職にも就任している。

## 主な弟子
学徳兼備で江戸期の但馬の弘法大師と言われ直弟子は21人いた。
- 弘誓（長楽寺住職）- 但馬国七美郡（但馬大仏のある寺院[11]）
- 弘潤（常楽院住職）
- 弘天（遠林寺住職）- 播州赤穂（赤穂浪士ゆかりの寺院[12]）
- 弘心（自性院住職）
- 弘乗（西方寺住職）
- 弘洞（福生寺住職）- 大和国宇智郡[13]
- 弘智（光明寺住職）- 但馬国七美郡（但馬六十六地蔵尊霊場札所の一つ[14]）
- 弘遍（延命寺住職）
- 弘門（福王寺住職）
- 弘澄（高照寺住職）
- 弘門（大岡寺住職）
- 弘尊（大仙寺住職）
- 弘融上人（第57世・満福寺住職）- 但馬国大藪領主小出家中・高岡藤左衛門義熈の四男[15]
- 池田草庵（孫弟子にあたる[16]）

## 前後に就任した住職
- 弘全上人（第48世・満福寺住職）
- 弘仁上人（第51世・満福寺住職）- 但馬国養父郡上藪崎・山本重良兵衛家の出身
- 弘実上人（第53世・満福寺住職）- 但馬の慈雲尊者と呼ばれた[17]。池田草庵の師
- 弘鳳上人（第55世・満福寺住職）- 但馬国養父郡浅野村・橋本新右衛門家の出身
- 弘詮上人（第56世・満福寺住職）- 弘鳳の実弟

## 生家
生家の結城家は、古くから海内第一泉と称された城崎温泉の外湯「一の湯」の隣にあり、江戸時代初期の温泉案内書にも紹介されている老舗旅館・山本屋。

## 補註
1. 1 2 3  『但馬高野 満福寺・池田草庵の実像』明楽弘信著、平成25年（2013年）
2. ↑  『当山過去帳』満福寺蔵
3. ↑  現住所：兵庫県豊岡市城崎町湯島643番地　山本屋
4. ↑  弘仁上人。満福寺第51世住職。但馬国養父郡上藪崎・山本重良兵衛家の出身。
5. ↑  『紀伊続風土記』
6. ↑  『西塔再興由来記』正智院覚道記、文化5年（1808年）
7. 1 2 3  『但馬高野 満福寺・真言宗の教えと陽明学』明楽弘信著、平成28年（2016年）
8. ↑  『中院流傳授目録併聞書・弘補』義超弘元筆
9. ↑  現在の養父神社の社務所の場所にあった寺院。
10. ↑  『般若心経秘鍵(末尾願文)』義超弘元筆に「但州養父郡水谷山普賢寺(養父神社)第12世」とあり。
11. ↑  世界最大級の木彫金箔座像・三大佛
12. ↑  遠林寺（えんりんじ）は、赤穂浪士ゆかりの寺院。大石良雄が開城の後、尾崎村の「おせど」から通って改易後の残務処理をした場所。当時の住職は祐海。明治時代に廃寺となり本堂は、御崎の広度寺に移築。(遠林寺跡 所在地：兵庫県赤穂市加里屋2163番地1号 臨済宗 随鴎寺の隣)
13. ↑  現住所：奈良県五條市黒駒町244番地
14. ↑  所在地：兵庫県美方郡香美町小代区平野400番地
15. ↑  上野村在勤
16. ↑  第53世 満福寺住職・不虚弘実上人の弟子
17. ↑  『但馬高野 満福寺・池田草庵の実像』明楽弘信著、平成25年（2013年）
18. ↑  『「歴史と文学、いで湯の町」城崎温泉創業350年の宿』